# خردزمین‌لرزه
خُردزمین‌لرزه (به انگلیسی: microearthquake یا microquake) زمین‌لرزه‌ای است که شدت آن کمتر از ۲٫۰ ریشتر است. افزون بر عوامل زمین‌ساختی، انفجارات زیرزمینی برای حفاری و انجام آزمایش‌های اتمی نیز می‌توانند باعث بروز اینگونه زمین‌لرزه‌ها شوند. این زمین‌لرزه‌ها به‌طور معمول خسارت جانی و مالی در پی ندارند و به ندرت توسط مردم احساس می‌شوند.